# Chevrolet Lacetti
Chevrolet Lacetti — компактный автомобиль, выпускавшийся с 2002 по 2024 год подразделением Chevrolet корпорации General Motors. 
Модель пришла на смену Daewoo Nubira. Дизайн седана и универсала разработан в итальянском ателье Pininfarina, дизайн хетчбэка создан итальянским ателье Джорджетто Джуджаро. Автомобиль был представлен в кузове седан в Сеуле в 2002 году, спустя полтора года на Франкфуртском автосалоне показали хетчбэк, а универсал поступил в продажу в 2004 году.
В 2009 году на смену Chevrolet Lacetti и Chevrolet Cobalt первого поколения пришла новая модель концерна GM для всех рынков Chevrolet Cruze. Наиболее продаваемая модель в Китае в 2012 году (под именем Buick Excelle).

## Рынки

### СНГ

#### Узбекистан
В 2003 году в Асаке началось производство Chevrolet Lacetti. Узбекские Lacetti продавались не только на внутреннем, но и на экспорт в страны СНГ. В 2024 году Lacetti сняли с производства в Узбекистане.

#### Россия
В России автомобиль начал продаваться в 2004 году, были представлены все три типа кузова. Из-за невысокой цены Lacetti стала пользоваться хорошим спросом среди покупателей.
В России официально были доступны следующие бензиновые 4-цилиндровые двигатели, которые сконструированы на основе двигателей Opel:
- 1,4 L E-TEC II — 95 л. с. на 6300 rpm
- 1,6 L E-TEC II — 109 л. с. на 5800 rpm
- 1,8 L E-TEC II — 122 л. с. на 5800 rpm

Автомобили с 2-литровым двигателем в России не продавались. Автоматическая коробка передач Aisin 81-40LE устанавливалась только совместно с 1,6-литровым двигателем. Однако для 1,8-литрового двигателя на выбор предлагалось две разных коробки: четырёхступенчатая АКПП ZF 4HP16 или пятиступенчатая АКПП Aisin 55–51LE.
В 2007 году начала продаваться специальная версия автомобиля «WTCC street edition», по мотивам чемпионата WTCC, в котором спортивные Lacetti занимали призовые места. Эта версия отличается от серийной наличием заднего спойлера, спортивным обвесом, литыми дисками. В 2008 году сборка Chevrolet Lacetti была локализована на калининградском «Автоторе», до этого в Россию поставлялись автомобили, собранные на Запорожском автомобильном заводе.
На пике популярности, в 2008 году, в России было продано более 78 тысяч автомобилей.
В 2012 году российское производство Chevrolet Lacetti было прекращено, на смену Lacetti появился Chevrolet Cobalt. С 2013 года в России продаётся в обновлённом виде как Daewoo Gentra (С 2015 года под маркой Ravon). Сборка машин в кузове седан производится в Узбекистане. Сборка Chevrolet Lacetti в Калининграде прекращена.
На лето 2024 года в российском автопарке суммарно насчитывалось 298 тысяч экземпляров моделей Lacetti и Gentra.

### Евросоюз
В Европе автомобиль первоначально продавался под маркой Daewoo. Но когда корейская Daewoo в 2004 году была  «поглощена» корпорацией GM, модель была переименована в Chevrolet. В некоторых странах Скандинавии, а также в Германии под названием Lacetti продавался только хетчбэк, а седан и универсал назывались Nubira.
Европейские модели были доступны со следующими бензиновыми 4-цилиндровыми двигателями:
- 1,4 L E-TEC II — 93 л. с. (69 кВт) при 6300 об/мин
- 1,6 L E-TEC II — 109 л. с. (80 кВт) при 5800 об/мин
- 1,8 L E-TEC II — 120 л. с. (90 кВт) при 5800 об/мин
- 2,0 L E-TEC II — 132 л. с. (101 кВт) при 5800 об/мин

### США
В США автомобиль продавался под маркой Suzuki Forenza (седан и универсал) и Suzuki Reno (хетчбэк), придя в 2004 году на смену модели Daewoo Nubira. Forenza/Reno занимали место между Aerio (позднее SX4) и Verona.
Американская модельная линейка включала 4-цилиндровый бензиновый двигатель 2.0L E-TEC II, разработанный компанией Holden, который выдаёт 126 л. с. на 5600 об/мин.

### Китай
В Китае автомобиль продаётся под маркой Buick Excelle. В 2008 году седан прошёл рестайлинг. В 2009 году был прекращён выпуск хетчбэка (Buick Excelle HRV) и универсала.

### Другие страны
В Австралии автомобиль продавался под маркой Holden Viva, в странах Азии, Южной Америки, а также в Канаде, Мексике и ЮАР под маркой Chevrolet Optra.

## Безопасность
При разработке Lacetti было уделено большое внимание активной и пассивной безопасности. Так, в силовом каркасе кузова Chevrolet Lacetti применены высокопрочные сплавы стали, а также ремни безопасности с преднатяжителями на всех сидениях, а также четырёх подушки безопасности и крепление детского кресла «Isofix».
В краш-тесте, проведённом Национальным управлением безопасности движения на трассах США, Chevrolet Lacetti получил четыре звезды из пяти как во фронтальном столкновении, так и в боковом.
Активную безопасность Lacetti обеспечивает четырёхканальная антиблокировочная система от Bosch, которая работает в паре с дисковыми тормозами всех колёс, а также электронная противобуксовочная система.

## Спорт

### Top Gear
Седан Chevrolet Lacetti был использован для рубрики Звезда в бюджетном автомобиле в телепрограмме Top Gear, начиная с весеннего сезона 2006 года. Также 14 мая 2006 ведущий Джереми Кларксон отметил, что Lacetti оказался более проворным на полигоне Top Gear, чем Suzuki Liana, и примерно на 4 секунды быстрее проходит круг.
В 2010 году в новом сезоне Топ Гир Ричард Хаммонд «почти похоронил» Сhevrolet Lacetti под двумя снесёными заводскими трубами, сочтя её слишком старой. «Почти похоронил» потому что из под останков труб выглядывал передок авто. В рубрике «Звезда в бюджетном авто» Lacetti сменил Kia Cee'd 2010 модельного года.

### WTCC
C 2005 года европейский седан Lacetti служил базой для спортивных гоночных болидов, участвующих в Чемпионате World Touring Car Championship (WTCC). И весной того же года Chevrolet представил первые изображения концепт-кара street legal, основанного на гоночной версии автомобиля для этого чемпионата и названного Lacetti WTCC R+. Концепт-кар получил двигатель 1.8 L E-TEC II доступный в выпускающейся модели, но форсированный со 122 л. с. (90 кВт) до 172 л. с. (127 кВт). Он разгоняется от 0 до 100 км/ч за 8 секунд и развивает максимальную скорость 215 км/ч.